# Ilseng
Ilseng is een plaats in de Noorse gemeente Stange, fylke Innlandet. Ilseng telt 917 inwoners (2007) en heeft een oppervlakte van 1,1 km².
Bottenfjellet · Ilseng · Gata · Ottestad · Romedal · Stange · Sørbygdafeltet · Tangen